# Талі'Зора
Талі'Зора (англ. Tali'Zorah) — вигаданий персонаж у франшизі Mass Effect від студії ігор BioWare, в якій виступає як напарник протягом всій трилогії Mass Effect. У рамках серії Талі — представник кваріанської інопланетної раси, кваліфікований спеціаліст в області техніки та дочка Раеля'Зори (Rael'Zorah), одного з адміралів Мігруючого Флоту та члена кваріанського судового нагляду Колегії Адміралів. У англійській версії трилогії Талі озвучила Еш «Ліз» Срока [Архівовано 7 грудня 2016 у Wayback Machine.], а у російській — Катерина Сахарова (лише у першій частині трилогії); українська озвучка досі відсутня. Поза трилогії, Талі з'являється у Mass Effect: Батьківщина (Homeworlds), комікс про окремі моменти життя кожного соратника з Mass Effect 3.
Спочатку у серії Талі була єдиною представленою кваріанткою. У сиквелах більш екстремальна варіація її дизайну була відкинута на користь її зовнішнього вигляду. У Mass Effect 3 команда розробників мислила виключити її з членів команди, але врешті-решт вирішили залишити її через зацікавленість персоналу. Команда також обговорювала можливість розкрити її заховане обличчя з-під маски.
Талі була сприйнята позитивно, з розміщенням на вершинах «топ персонажів», і є одним з найпопулярніших персонажів серії. Її обличчя було популярною темою для обговорення у онлайн-спільнотах та було піддано критиці після того, як його представили у вигляді стокової фото. Були випущені різноманітні товари з нею, також як і з іншими героями трилогії.

## Огляд персонажа
Талі — одна з представниць кочової інопланетної раси кваріанців, які були вигнані з рідної планети Раннохи ґетами, расою штучного інтелекту, яких вони ж і створили. Як будь-який кваріанець, Талі повинна безперервно носити скафандр через надто ослаблену імунну систему всієї її раси, який також приховує справжню особистість власника і риси його обличчя. Талі вперше представлений під час її Паломництва, кваріанського обряду, де молоді кваріанці покидають свій рідний корабель, щоб знайти корисні для свого народу речі, а потім вручають це у вигляді подарунка капітану свого корабля, для того щоб їм дозволили повернутися додому. Після завершення першої частини серії, її дизайн у Mass Effect 2 і 3 відображає її нову зрілість. Як у другій частині так і в третій, вигляд Талі за замовчуванням може бути змінений за допомогою різних альтернативних костюмів; Mass Effect 2 відкриває один наряд після виконання її місії на лояльність, але для інших вимагається купівля «Пакету альтернативної зовнішності 2 (Alternate Appearance Pack 2)», а Mass Effect 3 пропонує один перелік зовнішностей з самого початку і відкриває інший при придбанні DLC «З попелу».
Вона є кваліфікованим техніком і інженером, та відома у кваріанському Мігруючому Флоті, сукупності космічних кораблів, які є колективним домом для її раси. Вона має додатковий тиск, щоб досягти успіху як дочка адмірала Раеля'Зори, хоча адміралтейство технічно не є спадковим. Її батько був суворий і мав високі очікування, та намагався подати приклад для решти флоту; це зробило його далеким для своєї дочки Талі, що наводило на неї сум. Завдяки батькові, вона також отримала деякі з найкращих військово-професійних підготовок на флоті. Талі дуже лояльна до флоту, і голос актриси Ліз Срока описує її як готову пожертвувати своїм життям заради нього. Срока використовує для свого персонажа, як вона описала, «неідентифікований псевдо-східноєвропейський акцент, кваріанської циганки".
Ліз Срока у інтерв'ю для The Gaming Liberty
Срока описувала її як «глибоко впевнену у своїх переконань», але і якось «смиренну». Срока також підкреслювала, що уразливість Талі, яку та відчувала, була одною з її сильних сторін. Вона окреслила можливі романтичні відносини з гравцем-героєм капітаном Шепардом, як її «сексуальне пробудження», які також відчутно допомогли продемонструвати вразливість героїні.
Повне ім'я Талі змінюється протягом всієї серії. Її батьківський корабель був Райя, про що свідчить її повне ім'я в першій грі: Талі'Зора нар Райя (Tali'Zorah nar Rayya), в цьому випадку приставка «нар» свідчить про те, що вона ще не пройшла Паломництво. Вже у Mass Effect 2 її звуть Талі'Зора вас Німа (Tali'Zorah vas Neema), яке вказує на те, що, завершивши Паломництво, вона стала членом екіпажу корабля Німа. Після виконання її місії на лояльність у Mass Effect 2, її ім'я змінюється на «вас Норманді», таким чином вона офіційно приєднується до екіпажу капітана Шепарда.

## Створення і розвиток

Талі у тому вигляді, в якому вона з'являється у першій Mass Effect. Її зовнішній вигляд відрізняється від наступних частин, де дизайн буде доопрацьований і менш «зрілий»

Талі спочатку слугувала єдиним прикладом кваріанця. Первісні концепт-арти на Талі і кваріанців були закінчені раніше за гетів, але завершений вигляд гетів вплинув на остаточний вигляд кваріанців. Більш кардинальні проекти щодо її зовнішності у Mass Effect 2 були відкинуті на користь «більш відполірованої» версії її оригінального «іконічного» образу. Її остання нова зовнішність була обрана як характерна риса, яка б відрізняла героїню від інших кваріанців у другій частині серії. Редизайн Талі у Mass Effect 3 виявився важким через пристрасних поглядів команди про її характер, хоча артдиректор ME3 Дерек Уоттс (Derek Watts) відчував, що більшість фанатів підтримувало проведення змін у дизайну персонажа.
Під час BioWare'ської конференції, до випуску першої гри, ім'я Талі було «Талсі Ора (Talsi Orah)». Однак, це було змінено для обох його конотоції м'якості, які не збігалися з напрямком, яким вони хотіли подати персонажа, і через незграбну вимову.
Нью-йоркська актриса Еш «Ліз» Срока (Ash «Liz» Sroka) озвучувала Талі протягом всієї трилогії Mass Effect, так чином зігравши свою першу роль у відеоіграх. Кандидатура Сроки пробувалася на три різні ролі: жіноча версія капітана Шепарда, Талі'Зора та ще один якийсь жіночий персонаж. Після отримання ролі Талі, вона досі не впевнена, скільки матеріалу було. Джіні Максвейн (Ginny McSwain) поділяє такі голосові записи і, як правило, робила два дублі — перший для використання, другий як резервний, а іноді і більше, якщо запис не відповідав тому, що вона хотіла. Записи сесії зазвичай тривають близько чотирьох годин. Срока сама не геймер, але вона каже, що любить персонажа Талі і з радістю вклалася у роль.
Як і Гаррус Вакаріан, Талі не була варіантом романтичних відносин для гравця у першій грі, так як розробники не були впевнені в тому, що інопланетні особи будуть привабливими для гравців. Романтичне дерево подій з Талі для Шепарда-чоловіка було додано у Mass Effect 2 за рахунок численних фанатських прохань і її здатність виражати людські емоції. Цей роман, якщо був початий у другій грі, може бути продовжений у Mass Effect 3. Романтичне дерево у другій частині було написано Патріком Уїкс. Провідний сценарист Mass Effect 2 Мак Уолтерс (Mac Walters) коментує, що «вибір романсу повинен бути не стільки 'як', як стільки 'з ким'» з кожних з персонажів, що мають різні добродушні романси в залежності від їх індивідуальних особистостей.
Для кожного члена команди у Mass Effect 2 була написана своя музика, щоб повноцінніше передати їх характер; BioWare надало композиторам детальний опис характеру кожного героя, щоб допомогти їм з їх задачею. Музикальна тема Талі була створена Джиммі Хінсоном (Jimmy Hinson), який взагалі зробив ремікси гри заздалегідь. Хінсон працював у своєму будинку в штаті Теннессі та зробив свої записи за допомогою FL Studio 9. Хоча композиторам було надано повний доступ до контенту гри, Хінсон вирішив не дивитися за межі того, що йому було необхідно знати для написання треків, через бажання випробувати гру тільки після її виходу у світ. На додаток, окрім для Талі, Хінсон також писав пісні для Самари і Грюнта (чи Гранта), а також ще різні треки у грі.
Артдиректор Mass Effect 3 Дерек Уоттс 
у інтерв'ю для Xbox World 360 
29 червня 2011
Художники гри регулярно складали варіацій на обличчя Талі в ході розвитку серії. Позиція BioWare щодо розкриття обличчя Талі було давнім внутрішнім дебатом і під час розробки Mass Effect 3 розробники оголосили, що вони ще не впевнені. Концепт-художник Метт Родс відчував, що буде цікаво подивитися, як гравці порівнюють її особистість з її зовнішністю, і як вони будуть реагувати на вигляд, що кинув виклик їх очікуванням як «занадто чужа, занадто репелентна». Розробники знали, що рішення буде швидше дратувати деяких людей, через те, що вони не зможуть універсально підлаштуватись під всі уявлення щодо Талі. BioWare хотіла представити її обличчя поза ігровим рушієм та вирішила, що подарунок від Талі буде найкращим способом. Стокове фото було використано для того, щоб якомога більше наблизитись до реальної фотографії. У грі фото з обличчям Талі без маски можна отримати як подарунок для капітана Шепарда-чоловіка після досягнення певного рівня романтичних стосунків з Талі у Mass Effect 3.
BioWare гадали не робити Талі у команді Mass Effect 3. Деякі письменники, такі як Вікіс (Weekes), відчували себе схвильовано щодо її виключення, що привело команду розробників до думки, що гравці могли розділяти їх побоювання. Престон Ватаманюк (Preston Watamaniuk), провідний дизайнер серії Mass Effect, вважав смерть Талі  у третій частині найскладнішою для його плану, хоча відчував, що це повинно бути можливим при виборі знищення кваріанців у грі.

## Поява

### Mass Effect
Перша гра трилогії, Mass Effect 2007 року, знаменує першою появою Талі. Під час її Паломництва, Талі дізнається, що СПЕКТР-ізгой (елітний агент центрального уряду галактики) Сарен Артеріус працює з гетами та напав на Іден Прайм, першу космічну колонію людей. Маючи важливі показання щодо нього, вона організовує ділову зустріч з Сірим Посередником для обміну, але на запланованому місці зустрічі замість цього відбувається засада бандитом Fist («Кулак»), що був посланий Сірим Посередником. Вчасно настигнувший капітан Шепард, персонаж гравця, рятує її. В подяку Талі дає показання Шепардові, що стають доказом зради Сарена, через що останній втрачає свій статус СПЕКТРа. Шепард вирушає на полювання за Сареном і Талі приєднується до екіпажу гравця. Якщо Талі приєднається до команди, то будуть доступні різноманітні особисті розмови з Шепард(-ом) на борту корабля, в Нормандії, де її можна знайти в інженерному відсіку.
На початку Талі схвильована через знаходження на борту Нормандії, але також заінтригована передовими технологіями, що використовуються для роботи Нормандії, тому-то вона й залишається в машинному відсіку. Наступного разу, коли Шепард говорить з нею, Талі виглядатиме засмученою і усамітненою. Вона каже Шепардові, що вона втратила сон, через те що двигуни Нормандії працюють так тихо порівняно з двигунами кораблів її Флотилії, де тиша свідчила про несправність двигунів чи повітряних фільтрів, а ще до того ж через те, що корабель здається безлюдним і порожнім через такий вільний простір. Це викликає у Талі деяке нудьгування за домівкою та вона розмірковує, чи якщо справжня мета Паломництва це нагадувати її народу, що вони мають. Наступного разу, коли Шепард говорить з нею, стан духу Талі знатно підвівся. Це зв'язане з її звикання до життя на Нормандії і через ставлення екіпажа до неї як до свого, особливо завдяки доброзичливості Шепарда. Вона дякує Шепарда за це, говорячи, що раси Ради ставляться до кваріанців, як до людей другого сорту, а Шепард є першим(-ою) хто ставиться до неї як до рівної. Якщо гравець завершує певну сторонню місію про ґетів, а після цього поговорить з Талі, вона запитає, чи може вона отримати копію бази даних ґетів, що дістав(-ла) Шепард, пояснивши це тим, що ця база саме та річ, яка потрібна для виконання свого Паломництва. Якщо гравець дозволяє їй отримати копію, то Талі буде надмірно щаслива і пообіцяє повернутись до Шепарда, щоб допомогти подолати Сарена. Якщо ж гравець відмовляє їй, Талі надалі дотримає свою обіцянку про допомогу в боротьбі з Сареном, але потім покине Нормандію, щоб закінчити своє Паломництво.

### Mass Effect 2
Талі повертається у продовжені 2010 року, у ході другої місії «Шлях Свободи» (ориг. «Freedom's Progress»), де на людській колоній веде групу кваріанців у пошуках Вітора (Veetor), молодого кваріанця, що здійснює своє Паломництво. Дана колонія піддалася нападу з боку «Колекціонерів», які викрали місцевих людей-колоністів і Талі погоджується співпрацювати з Шепард(-ом) для того, щоб знайти Вітора, незважаючи на заперечення своєї команди. Кваріанський загін поспішає до місця перебування Вітора, але тільки щоб бути знищені за допомогою механічних охоронців, які були перепрограмовані стріляти по всьому живому наляканим до смерті Вітором; Шапардова команда прибуває занадто пізно, щоб врятувати усіх кваріанців, але їм вдається ліквідувати охорону і заспокоїти Вітора. Дізнавшись, що Вітор був свідком під час нападу Колекціонерів, Шепард може або відправити Вітора назад на Мігруючий Флот разом з Талі для лікування його травм, або здати кваріанця Церберу, теперішньому начальству Шепард(-а), для подальших розпитувань щодо Колекціонерів.
Пізніше Талі зустрічається на планеті Хестром (Haestrom), колишній кваріанській колонії, куди Шепард вирушає для її завербування. Вона і загін кваріанських солдатів були послані, щоб розслідувати занадто швидке старіння рідної зірки цієї планети, але потрапляють під атаку ґетського патрулю, що помітив їх діяльність. Після того, як Шепард відбиває напад ґетів і знаходить Талі в бункері, де вона опинилась у пастці разом з її обладнанням, вона з Шепард(-ом) відправляється на наступну місію, щоб розслідувати і зупинити Колекціонерів, отримуючи на це дозвіл від свого Адміралтейства.
У побічній місії на лояльність Талі, яка розкриває частини минулого соратника і що призначена для підвищення його відданості, вона повинна постати перед судом Адміралтейської колегії, де їй загрожує вигнання за зраду через перенесення на Флотилію активних частин ґетів, чого вона заперечує. Талі зізнається Шепарду, що вона посилала батькові за його ж проханням інертні компоненти ґетів для створення більш ефективного зброї і також стверджує, що вони не могли спонтанно включитись. Коли екіпаж Нормандії прибуває на своєму судні у Мігруючу Флотилію, несподіваним відкриттям стає те, що Талі тепер називають «Талі'Зора вас Норманді (Tali'Zorah vas Normandy)», що формально є її перепідпорядкуванням без будь-якого попередження; такий розвиток подій означає, що тепер новим капітаном Талі є Шепард і він мусить представляти її в суді. Адмірали виявили у ході судового засідання, що ґети захопили кваріанський корабель Алерей (Alerei) і що батько Талі був на цьому кораблі, коли ґети його захопили, через що він вважається мертвим. З урахуванням доказів, що підтверджують тяжкі звинувачення, Талі має можливість зійти на Алерей, щоб знайти доказати її невинуватості і звільнити судно від ґетського загарбування; на борту Алерея, Талі та Шепард з'ясовують, що Раэль'Зора дійсно загинув і залишилися журнали з документуванням його експериментів над ґетами, розконсервації і монтажу елементів посланих йому від Талі, що свідчить про його цілковиту причетність у нападі ґетів. Талі просить Шепард(-а) не розкривати судові виявлену інформацію, так як це зганьбить добре ім'я її батька. У ході судового розгляду, гравець вибирає, чи буде Шепард утримувати знайдені докази (Талі виганяється, але ім'я Реаля'Зори ціле), представить їх адміралам (Талі виправдовується за рахунок репутації її батька) або підбурити натовп, щоб отримати народну підтримку щодо Талі та її попередніх славетних здійснень (Талі виправдовується не зганьбивши свого батька).
Талі може загинути під час останньої місії цієї частини гри — «Самогубна Місія» — в залежності від дій гравця. Її шанси померти збільшуються, якщо гравець представляє у кваріанському суді докази проти її волі або не виконає її місію на лояльність.

### Mass Effect 3
Якщо Талі загинула в останній місії Mass Effect 2, але гравець не імпортує цю збережену гру у Mass Effect 3, то Талі показує, як Капітан переходить до кваріанського флоту у боротьбі проти Женців (Reapers), потужних розумних кіборгів з намірами знищити все розумне біологічне життя у галактиці. Талі приєднується до команди і далі слід її розмові про нову кваріанську атаку на нового Жнеця-союзника ґетів через прагнення кваріанців до спроби повернути собі Батьківщину. В залежності від вибору гравця у другій грі, Талі можуть бути адміралом (при її виправданні у ME2) або звичайним радником щодо перемоги над ґетами. Зрештою гравець повинен вибрати між порятунком ґетів чи кваріанської раси, або, якщо були виконані певні умови в цій Mass Effect і в попередній, а також мати високий рівень очок Герой/Відступник, здійснити переговори між ворогуючими сторонами та їх збереження без втрат. Якщо гравець вибирає сторону ґетів і дозволяє кваріанцям загинути, то Талі вбиває себе стрибнувши з обриву і навіть спроба Шепард(-а) перешкодити цьому буде марною, в іншому разі, вона повністю приєднується до команди і може бути помічена у взаємодіях з іншими членами екіпажу Нормандії. Адмірал Шала'Раан вас Тонбай (Shala'Raan vas Tonbay) виконує усі ролі Талі у збереженій грі, де Талі загинула у попередній частині трилогії, але Шала'Раан не приєднується до Шепардового загону.
Талі була сприйнята позитивно, з розміщенням на вершинах «топ персонажів» і є одним з найбільш популярних персонажів у серії. Її обличчя було популярною темою для обговорення у онлайн-спільнотах та було піддано критиці після того, як його представили у вигляді стокової фото. Були випущені різноманітні товари з нею як і з іншими героями трилогії.

### Mass Effect: Homeworlds
Другий випуск коміксу «Батьківщина (Homeworlds)» зосереджувався на минулому Талі. Випущений 30 травня 2012 року випуск розповідає про початок її Паломництва та події, що призвели до зустрічі з нею у першій грі. Спочатку маючи намір взявши кваріанський корабель Гонората на планеті Ілліум разом з Кіна'Брейж (Keenah'Breizh) для пошуку цінних предметів, вони виявляють ґетську активність на невпізнаній крижаній планеті. Талі витягує пам'ять ядра у одного з гетів і виявляє запис розмови між Сареном і Матриархом Бенезієй (Matriarch Benezia), які обговорюють напад на Іден Прайм.
Прибувши на Ілліум, екіпаж Гонорати піддається нападу групою найманців, включаючи командира Якобуса (Jacobus), найнятих Сареном, а врятуватись змогли тільки Талі і Кіна. «Зайцем» на якомусь судні вони добрались до Цитаделі, хоча після прибуття були розкриті та передані до СБЦ (Служба Безпеки Цитаделі). Незважаючи на їх спроби повідомити про знахідку доказів, їх ігнорують і наказують покинути Цитадель. Потім на них раптово нападає Якобус, який ранить Талі і смертельно травмує Кіна. Під час того, як Якобус женеться за ними через Цитадель, Талі заманює його у пастку в печі для спалювання відходів, де він гине, але Кіна у той час непритомніє і також вмирає.
Потім Талі добирається до клініки доктора Мішель (Dr. Michel), яка лікує її рани. Вона направляє Талі до бару «Лігво Хори» Барли Вон (Barla Von), щоб спробувати зв'язатися з Сірим Посередником, чим підводить події впритул до її появи у першій грі Mass Effect.

## Критика
Талі отримала ухвальні критичні відгуки. Розповідаючи для UGO, Еван Саатхофф (Evan Saathoff) називає Талі його четвертим найкращим відеоігорним спільником, порівнюючи її з «безневинною дівчиною, сусідкою досвіду» сексуальності Кортани з Halo. Керолін Ґудмундсон (Carolyn Gudmundson) з GamesRadar, називає Талі як одного з кількох персонажів відеоігор заради яких вона готова «стати геєм» (ориг. «go gay for»), відзначаючи її «свого роду особистість і атмосферу таємничості», а також її технічний геній і своєрідну говірку. Почувши новину про потенційний фільм по Mass Effect, Ден Райккерт (Dan Ryckert) від Game Informer подивився на різних персонажів гри і відчув, що Фамке Янссен найкраще підійшла би на роль Талі через схоже тіло, характер і свою гру Ксенії Онатопп (Xenia Onatopp), військовослужбовця з російською вимовою, у фільму Бонда «Золоте око» 1995 року.
Проте, Енді Келлі (Andy Kelly) від PC Gamer назвав Талі одним з персонажів BioWare, якого він ненавидить, висловлюючи невторопання щодо її популярності і називаючи її «одним з найнудніших персонажів BioWare'ської пригоди.»

### Обличчя Талі

Обличчя Талі, як показано на подарованому фото у Mass Effect 3. Образ був підданий критиці через його стокове походження.

Обличчя Талі, яке завжди приховувалося під маскою скафандра, та її можливі різновиди зовнішності були предметом обговорення критиків і шанувальників. Кейсі Хадсон, в одному з інтерв'ю, визнав зображення обличчя Талі, як найпоширенішим фан-артом. Джордан Бауман (Jordan Boughman) писав для GamesRadar, що він задоволений цією частиною фан-артів і як розробники BioWare робили ретвіти цього. Перед тим як обличчя вийшло на світ, Скот Ніколс (Scott Nichols) від IGN опублікував статтю про можливість розкриття обличчя, додавши, що шанувальники не просто бажають побачити її обличчя, але і щоб «додали до нього вираження, таким чином додавши ще один рівень чуттєвої глибини і складності до улюбленого шанувальниками персонажу». Мікель Репарас (Mikel Reparaz) від GamesRadar причислив обличчя Талі до 12 ігрових таємниць 2011 року, яких би він хотів дізнатись, та сподівається, що він побачить щось незвичайне; цю думку поділяють співробітники GamesRadar, — пише Тайлер Наґата (Tyler Nagata), який вважав, що обличчя має виявитись потворним. Том Френсіс (Tom Francis) від PC Gamer також включив обличчя Талі до списку 15 речей, які він бажає побачити у Mass Effect 3.
Як тільки обличчя було розкрито, то було зустрінуто великою критикою з боку шанувальників, особливо через стокове фото Міс Англії, моделі Хаммаси Кохістані. Метт Лібл (Matt Liebl) від GameZone вважає, що це питання не було настільки значущим, на відміну від думки шанувальників. Багато шанувальників створили витвори зі своїми власними поглядами на обличчя головної кваріанки трилогії. Одним з безлічі є художник «K4ll0» на сайті deviantArt, роботу якого Люк Планкетт (Luke Plunkett) від Kotaku сприятливо порівняв з фактичним обличчям Талі.